# RCR Arquitectes

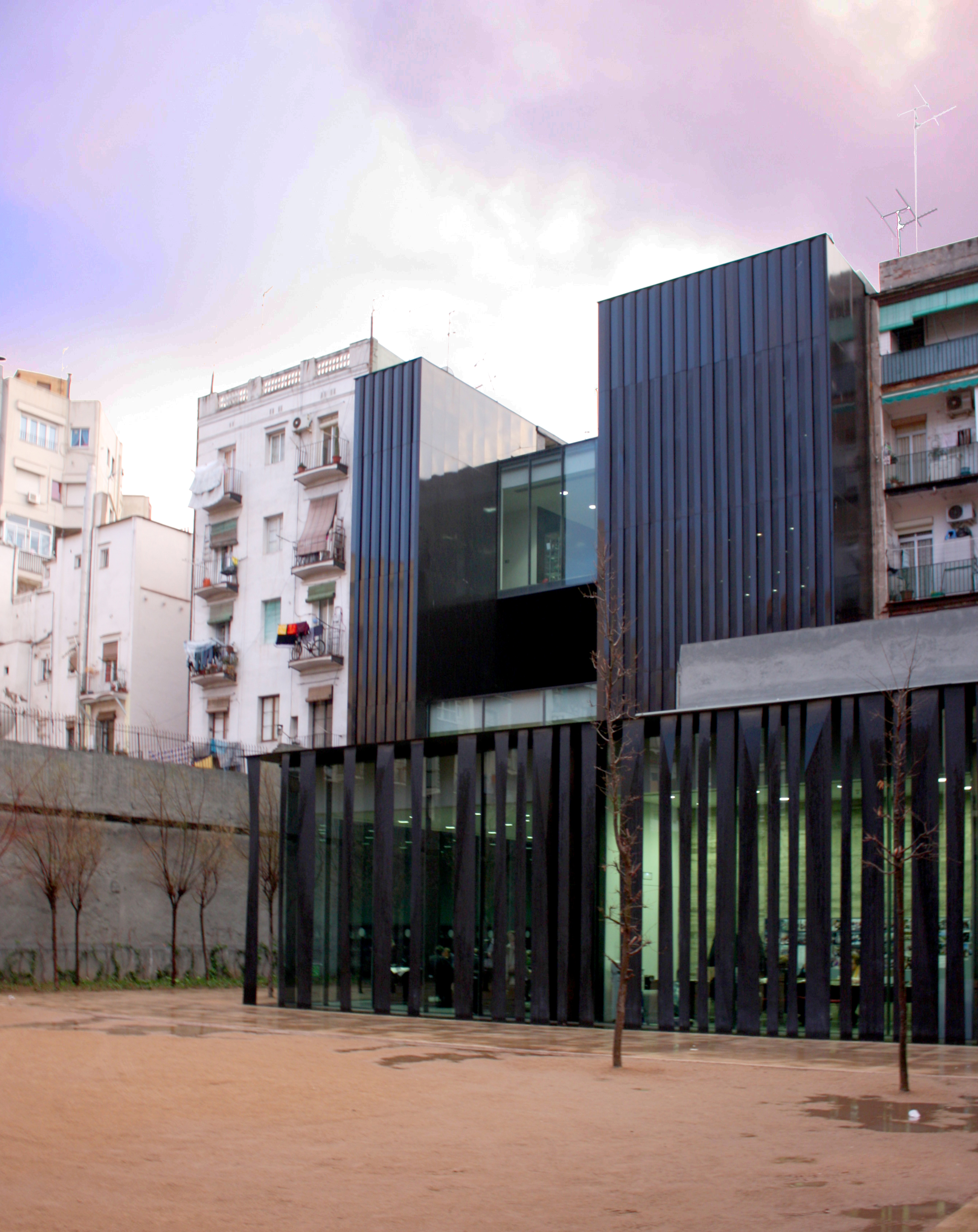
Biblioteca de Sant Antoni, Barcelona

RCR Arquitectos, también conocido como Olot RCR o Aranda, Pigem i Vilalta arquitectos, es un estudio de arquitectura español, fundado en Olot (Gerona) en 1987 por Rafael Aranda, Carme Pigem y Ramón Vilalta.
Los tres miembros fundadores finalizaron sus estudios en la Escuela de Arquitectura del Vallès en 1987, y fundaron RCR Arquitectos en su ciudad nativa de Olot un año después.
En 2010 fueron nombrados miembros de honor del Instituto Americano de Arquitectura “por su significante contribución en la arquitectura y la sociedad”.
En 2017 fueron galardonados con el Premio Pritzker, siendo así el segundo estudio español en ganarlo.

## Obras representativas

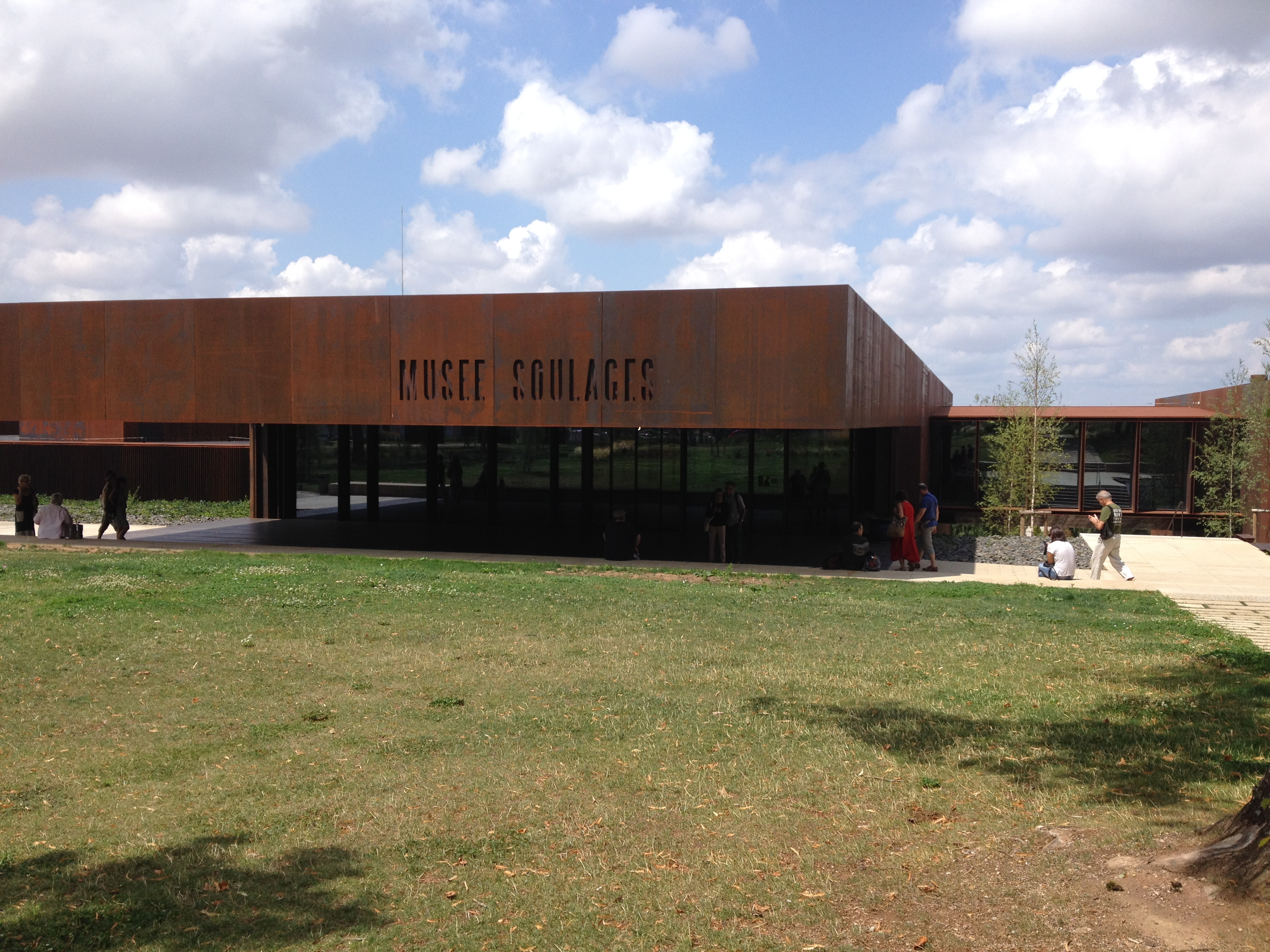
Museo Soulages, Rodez

### Bélgica
- 2006-2013, Crematorium Hofheide (Flandes, Nieuwrode).
- 2010-2017, Mediateca Waalse Krook (Región Flamenca, Gent).

### Emiratos Árabes Unidos
- 2013-2017, Residencia Muraba (Dubái, Palma Jumeirah).

### España
- 1994-1999, Espais per l'Oci i la Cultura (Riudaura, Gerona).
- 1995-1999, Facultad de Ciencias Jurídicas de la Universidad de Gerona (Gerona, Gerona).
- 1999-2001, Estadio de Atletismo y Pabellón 2x1 (Olot, Gerona).
- 2001-2004, Guardería Els Colors (Manlleu, Barcelona).
- 2001-2006, Piscina cubierta de Manlleu (Manlleu, Barcelona).
- 2002-2003, Alberca y exteriores en La Vila de Trincheria (Vall de Vianya, Gerona).
- 2002-2003, Restaurante Les Cols (Olot, Gerona).
- 2003-2011, Teatro La Lira (Ripoll, Gerona).
- 2003-2005, Parc de Pedra Tosca (Las Presas, Gerona).
- 2004-2005, Pabellones en el Restaurante Les Cols (Olot, Gerona).
- 2007, Biblioteca de Sant Antoni-Joan Oliver (Barcelona, Barcelona).
- 2004-2015, Piscina Cubierta de Taradell (Taradell, Barcelona).
- 2005-2010, Guardería El Petit Compte (Besalú, Gerona).
- 2006-2011, Edificio Plaça Europa 31 (Hospitalet de Llobregat, Barcelona).
- 2014-2016, Espai Enigma (Barcelona, Barcelona).

### Francia
- 2008-2014, Musée Soulages (Mediodía-Pirineos, Rodez).
- 2009-2014, La Cuisine (Mediodía-Pirineos, Nègrepelisse).
- 2009-2016, Casa Malecaze (Mediodía-Pirineos, Vieille-Toulouse).
- 2010-2014, École du Soleil (Languedoc-Rosellón, Font Romeu).
- 2010-2014, Restaurante Michael Bras (Mediodía-Pirineos, Rodez).

## Principales premios
- 2001 Seleccionados en el Premio Mies van der Rohe, por el Centro Recreativo y Cultural, en Riudaura.[4]
- 2002 Premio FAD y Premio FAD de Opinión, por el Estadio de Atletismo Tussols-Basil.
- 2003 Seleccionados en el Premio Mies van der Rohe, por el Estadio de Atletismo Tussols-Basil.[5]
- 2003 Premio FAD de Opinión, por el Restaurante Les Cols.
- 2004 Premio FAD y Premio FAD de Opinión, por la Alberca y exteriores en 'La Vila' de Trincheria.
- 2006 Premio FAD Exaequo, por los pabellones en el Restaurante Les Cols.
- 2009 Finalistas en el Premio Mies van der Rohe, por la biblioteca San Antoni[6]
- 2009 Seleccionados en el Premio Mies van der Rohe, por las bodegas Belloc[7]
- 2015 Premio de Arquitectura Española Internacional por el Museo Soulages
- 2015 Medalla de Oro de la Arquitectura de Francia.[8]
- 2017 Premio Pritzker[3]
- 2018 Medalla de Oro de la Generalidad de Cataluña

## Principales publicaciones
- AA. Arquitecturas de Autor 37: RCR - Aranda Pigem Vilalta
- DA. Documentos de Arquitectura 59: RCR Aranda Pigem Vilalta
- El Croquis 70 Arquitectura española
- El Croquis 115/116: FOA 96-03 + Mansilla+Tuñón 01-03 + RCR 1999-2003 Cristalizaciones
- El Croquis 138: RCR Arquitectes 2003-2007 Los atributos de la naturaleza
- El Croquis 162: RCR Arquitectes 2007-2012 Abstracción poética
- AV Monografías 137: RCR Arquitectes

## Galería

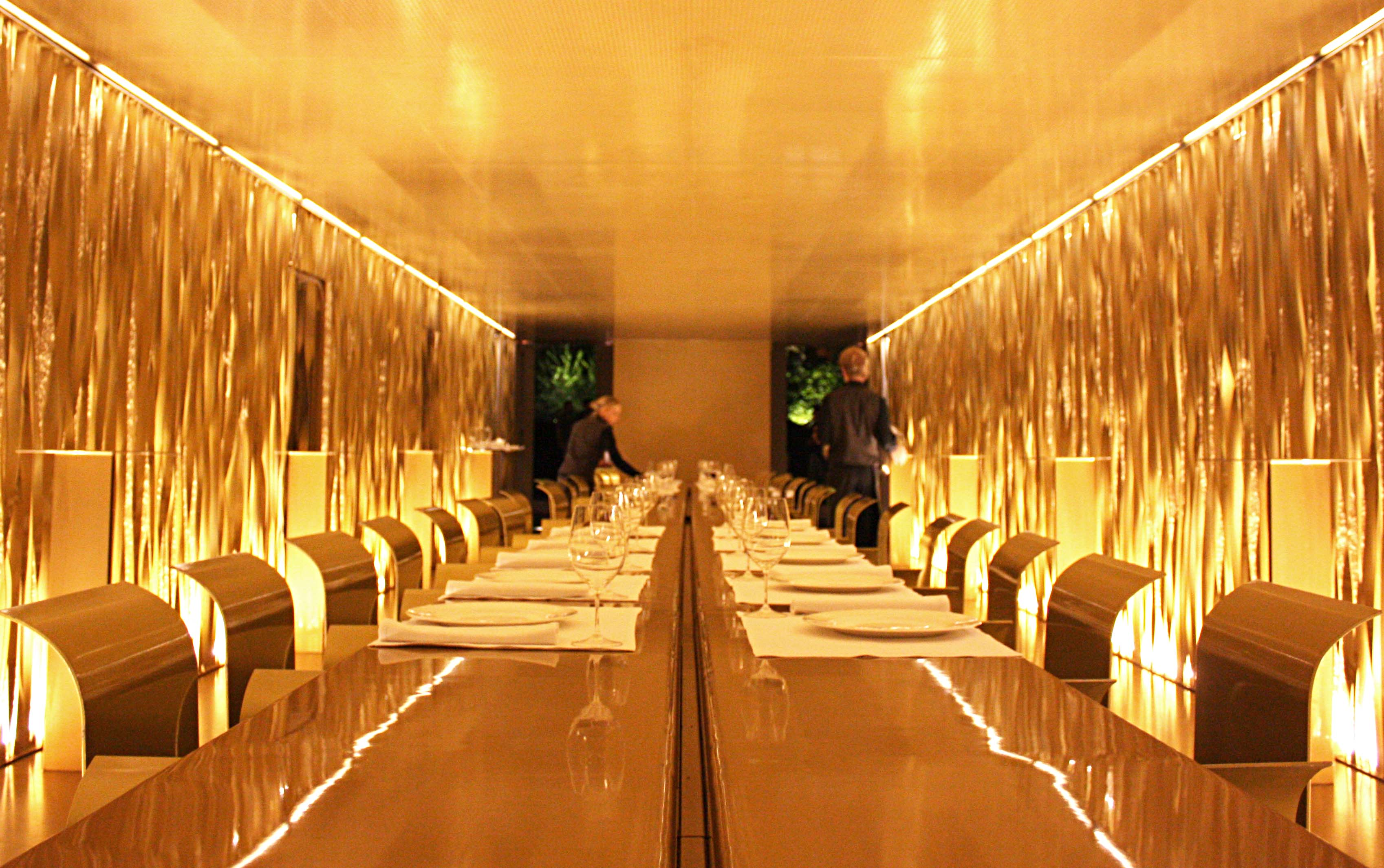
Comedor principal del restaurante Les Cols, Olot.
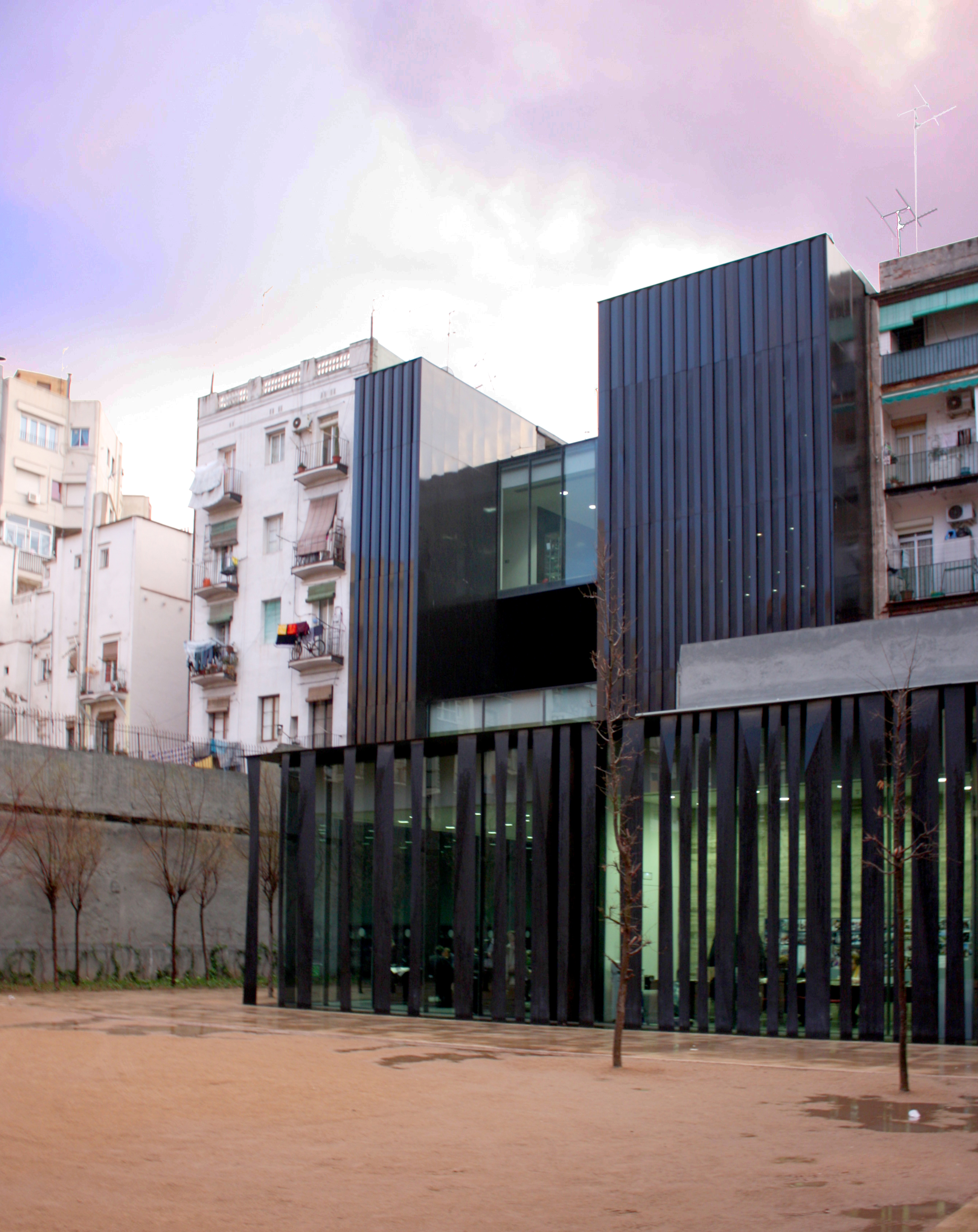
Biblioteca de Sant Antoni, Barcelona.
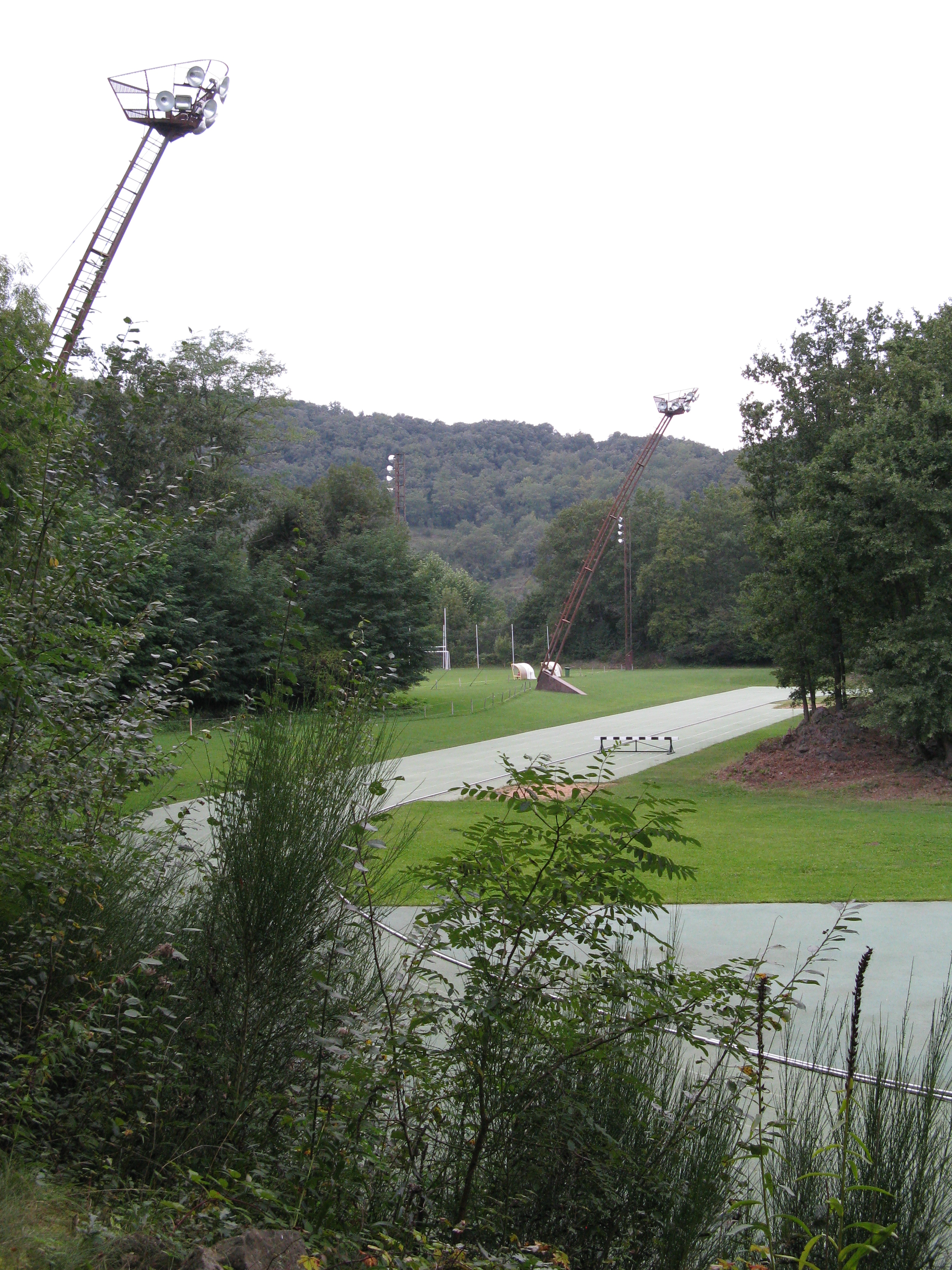
Estadio de atletismo Tussols-Basilde, Olot.
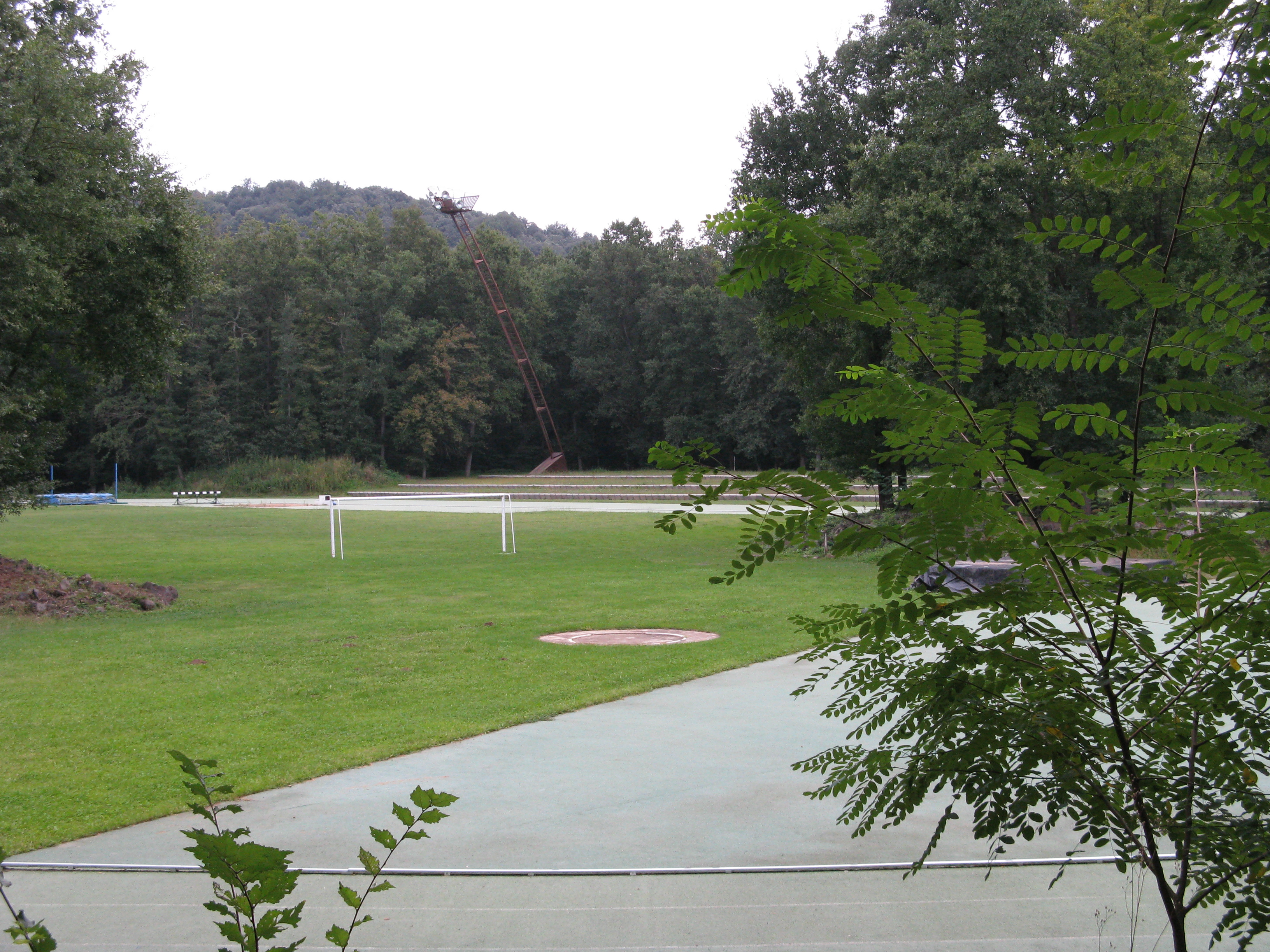
Estadio de atletismo Tussols-Basilde, Olot.
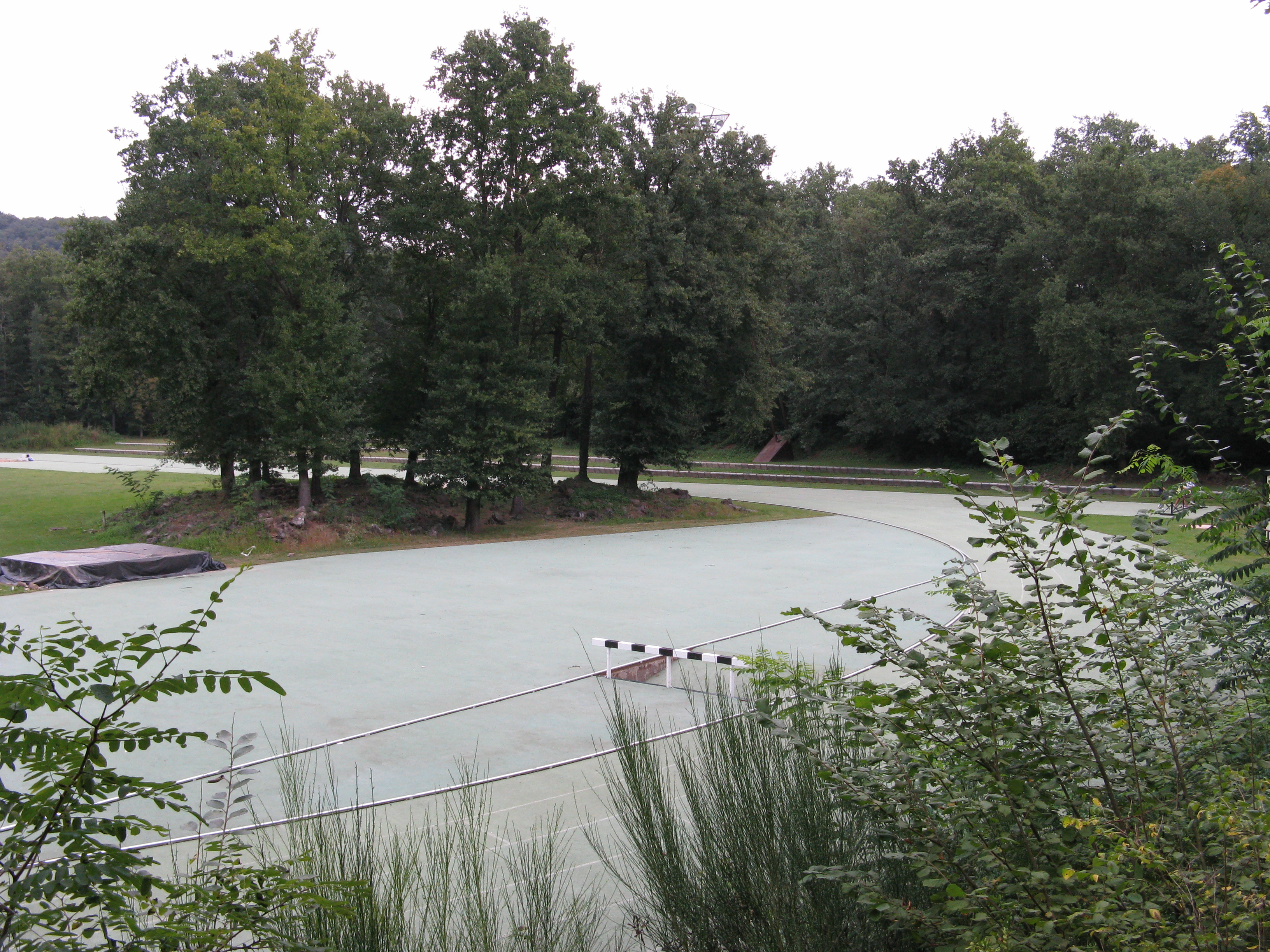
Estadio de atletismo Tussols-Basilde, Olot.

| Predecesor: Alejandro Aravena | Premio Pritzker de Arquitectura 2017 | Sucesor: Balkrishna Doshi |